# Marquisat de Pontcallec

Blason de la famille de Guer, héritière du marquisat de Pontcallec, à partir de 1598.

Le marquisat de Pontcallec se situait sur l'actuelle commune de Berné, dans le Morbihan. La seigneurie de Pontcallec fut érigée par lettres patentes de juin 1657 en marquisat en faveur de la famille de Guer et s'éteignit en 1797 avec Louis Armand Joseph de Guer, dernier marquis de Pontcallec, mort sans descendance.

## Historique
Ce fief issu du démembrement du Kemenet-Héboé comprenait les paroisses de Berné Inguiniel, Bubry, presque tout Quistinic, la plus grande partie de Lanvaudan, Lomelec et Calan, trèves de Lanvaudan, Cléguer, le château de Tronchâteau et les deux tiers de la paroisse de Plouay et un quartier de la ciré de Pont-Scorff qui est intégré dans le domaine ducal au début du XIIe siècle et le restera jusqu'en 1332, époque où il fut donné aux sires de Derval de la et de Rougé, puis revint au domaine ducal jusque vers 1440, date à laquelle la seigneurie de Pontcallec fut cédée à Perrette de l'Argentais, qui l'apporta par mariage à la famille de Malestroit.

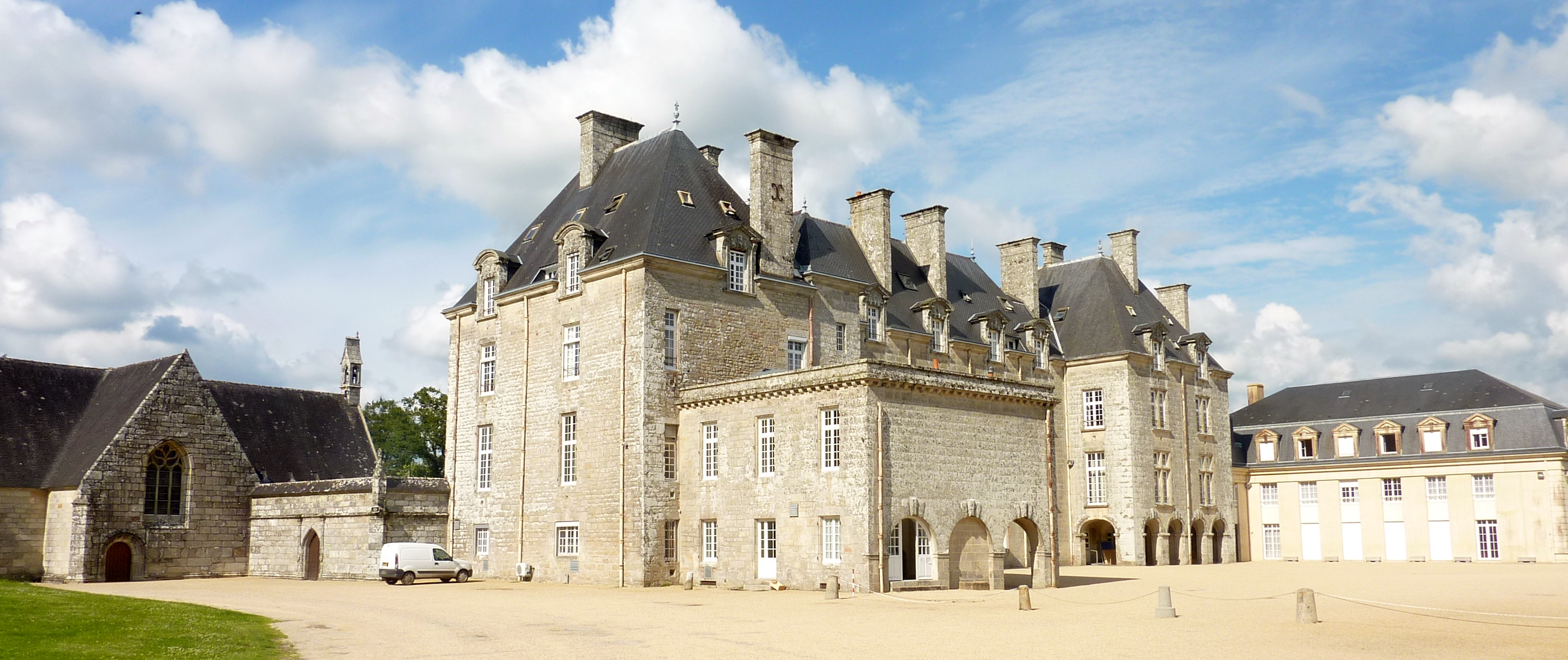
Le château de Pontcallec à Berné.

La seigneurie de Pontcallec passa par mariage en 1598 à la famille de Guer. Elle fut érigée en marquisat par lettres-patentes de 1657, en faveur d'Alain de Guer (1628-1702).
Le domaine du marquisat de Pontcallec s'étendait sur cinq paroisses : Berné (notamment Kernascléden), Cléguer (manoir de Tronchâteau), Plouay (l'ancien château de Ty Henry, 8 moulins, 7 métairies, etc..), Bubry et Inguiniel alors que sa mouvance s'étendait sur 10 paroisses dont Quistinic.
A l'extinction en 1797 de la famille de Guer, la terre de Pontcallec passa à la famille de Brissac.
Le château de Pontcallec (ancienne forteresse) a été rebâti à l'époque du roi Louis XIII, mais il n'en reste qu'un corps de logis. Aujourd'hui, le domaine est la maison mère des dominicaines du Saint Esprit.

## Liste des seigneurs de Pontcallec

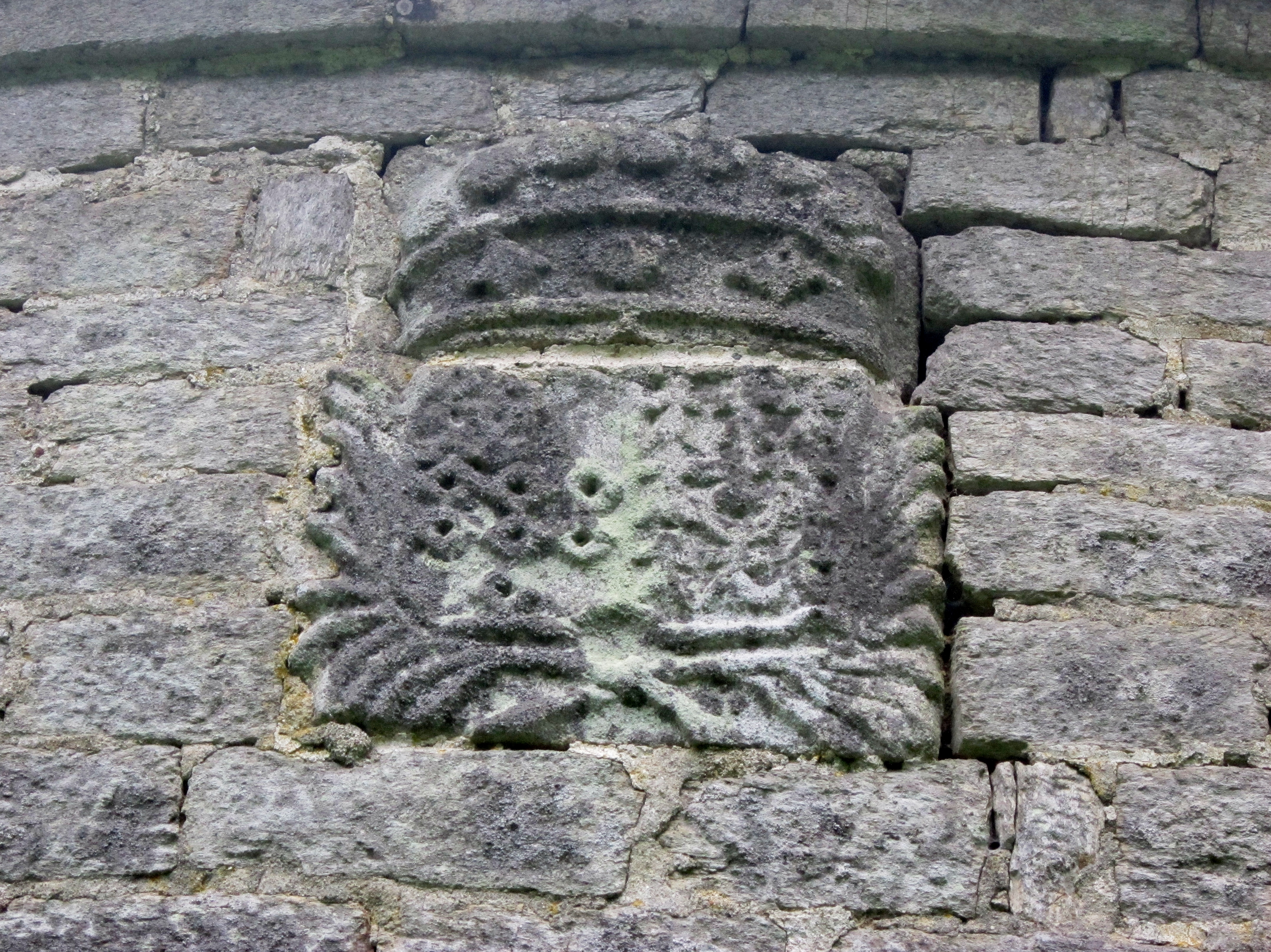
Chapelle Saint-Cado de Bannalec : les armes de la famille Guer de Pontcallec sur un mur extérieur du chevet.

- 1332 : Jean de Rougé, sire de Derval[1] ;
- Jean II de Rougé, sire de Derval, son fils[1] ;
- 13 septembre 1345 : la terre de Pontcallec est donnée par Jean de Montfort, prétendant au duché de Bretagne, à Jeanne de Belleville, dame de Clisson et de Blain, veuve d'Olivier de Clisson en dédommagement des confiscations de ses terres par le roi de France, en représailles de la prétendue trahison de son époux[3] exécuté à Paris en août 1343 ;
- 1440 : Péronelle de Lesquen, dame de L'Argentaye et de Pontcallec, née vers 1392, mariée vers 1412 à Hervé de Malestroit, capitaine de Vannes et en 1425 chambellan du duc de Bretagne[1] ;
- 1455 : Jean Ier de Malestroit, né vers 1415, mort en 1469, époux d'Anne de Penhoët, leur fils[1] ;
- Jean II de Malestroit, né vers 1445, décédé le 10 janvier 1508 (en 1507 selon le calendrier Julien), gouverneur de Vannes, époux de Marie de Rosmadec, leur fils[1] ;
- Louis Ier de Malestroit, son fils[1] ;
- Louis II de Malestroit son fils[1] ;
- Anne de Malestroit, sa sœur, dame de Pontcallec, épouse en 1575 René Papin seigneur de la Thévinière[1] ;
- Marie Papin, dame de Pontcallec, leur fille, épouse en 1598 Charles de Guer[1] ;
- Olivier de Guer leur fils né en 1605 épouse Jeanne de Kerméno[1] ;

## Liste des marquis de Pontcallec
La famille de Guer, des Marquis de Pontcallec, est souvent connue également sous le nom : de Guer-Malestroit
- Alain de Guer[4], 1er marquis de Pontcallec en 1657, fils d'Olivier de Guer[1] ;
  - Charles René de Guer[5], 2e marquis de Pontcallec., son fils, époux de Bonnaventurette-Louise Le Veyer (ou Le Voyer), dame de Kergomar, de La Haye-Paisnel, de Trégomar et du Lou[1] ;
    - Clément-Chrysogone de Guer, leur fils, né le 24 novembre 1679 à Rennes, chef de la conspiration de Pontcallec exécuté le 26 mars 1720 à Nantes[1] 3e marquis de Pontcallec;
    - Henri[6], son frère, 4e marquis de Pontcallec[1] ;
    - Claude René de Guer[7] son frère, 5e marquis de Pontcallec[1] ;
      - Louis Joseph Amand Corentin de Guer[8], son fils, mort sans descendance en 1797 dernier marquis de Pontcallec et aussi comte de Guer et de Malestroit[9]. Il adopta son filleul Armand de Bruc de Montplaisir et en fit son légataire universel, à la condition qu'il ajoute le nom Malestroit à son patronyme.

### Le dernier marquis de Pontcallec
Louis Joseph Amand Corentin de Guer-Malestroit a été chef de brigade du corps de la gendarmerie du Dauphin, fils de Louis XV. Puis, il devient officier supérieur de cavalerie légère et de dragons, chevalier de l'ordre royal et militaire de Saint-Louis.
En 1769, il devient gouverneur et commandant pour le roi des villes de Limoges, capitale du Limousin, ainsi que des villes de Quimperlé, Pont-Aven, Hennebont, Pont-Scorff, Malestroit et Guer.
En décembre 1793, le marquis de Pontcallec est arrêté à Paris et traduit devant le tribunal révolutionnaire « par le seul motif de sa noblesse ». Interrogé par le Comité révolutionnaire, il évoque le souvenir de son oncle Clément-Chrysogone de Guer-Malestroit : « Mon oncle eut la tête tranchée à Nantes en 1720, pour la défense de la liberté et la cause des droits du peuple ». L'on ne saura jamais si c'est grâce à l'évocation de ce passé familial que le marquis obtient la clémence du tribunal, et en sort libre.
Il meurt 4 ans plus tard, sans descendant, et le titre de marquis de Pontcallec s'éteint avec lui. Cependant, son filleul, Armand de Bruc de Montplaisir, qui est son légataire universel, ajoute le patronyme Malestroit, à la maison de Bruc, selon la volonté testamentaire de son parrain.